# 久米捺美
久米 捺美（くめ なつみ、1997年8月6日 - ）は、日本の女子バスケットボール選手である。ポジションはセンター。Wリーグの新潟アルビレックスBBラビッツ所属。

## 来歴
北海道出身。
札幌山の手高校、日体大で全国大会を経験。
卒業後は当時地域リーグ所属だった姫路イーグレッツに加入。
2022年、新潟アルビレックスBBラビッツに移籍。